# Tokke
Tokke este o comună din provincia Telemark, Norvegia.
Se află cu cel mai înalt punct în Kvannfjølli[*], la 1.537,5 m. Are o suprafață de 984,48 km². Populația este de 2.198 locuitori, determinată în 1 ianuarie 2023, prin Folkeregisteret[*].